# NORAD 산타 추적

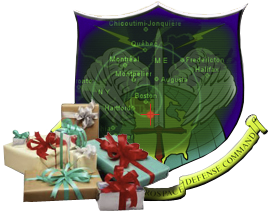
NORAD 산타 추적의 엠블럼.

NORAD 산타 추적(NORAD Tracks Santa)은 1955년부터 시작하여 매년 진행하는 북미 항공 우주 방위 사령부(NORAD)의 크리스마스 테마 엔터테인먼트 프로그램이다. 매년 크리스마스 이브에는 NORAD 산타 추적기가 북극을 떠나 전 세계 어린이들에게 선물을 주는 산타클로스를 추적한다.
이 프로그램은 더 선 1897년 9월판 "Yes, Virginia, there is a Santa Claus"의 전통에서 따 왔다.

## 역사와 개요

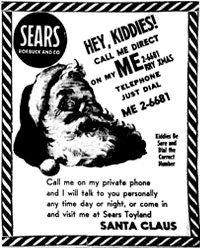
1955년 시어스 회사의 크리스마스 광고. 이 광고는 전화번호를 NORAD 전화번호로 인쇄를 잘못하면서 NORAD 산타 추적의 역사가 시작되었다.

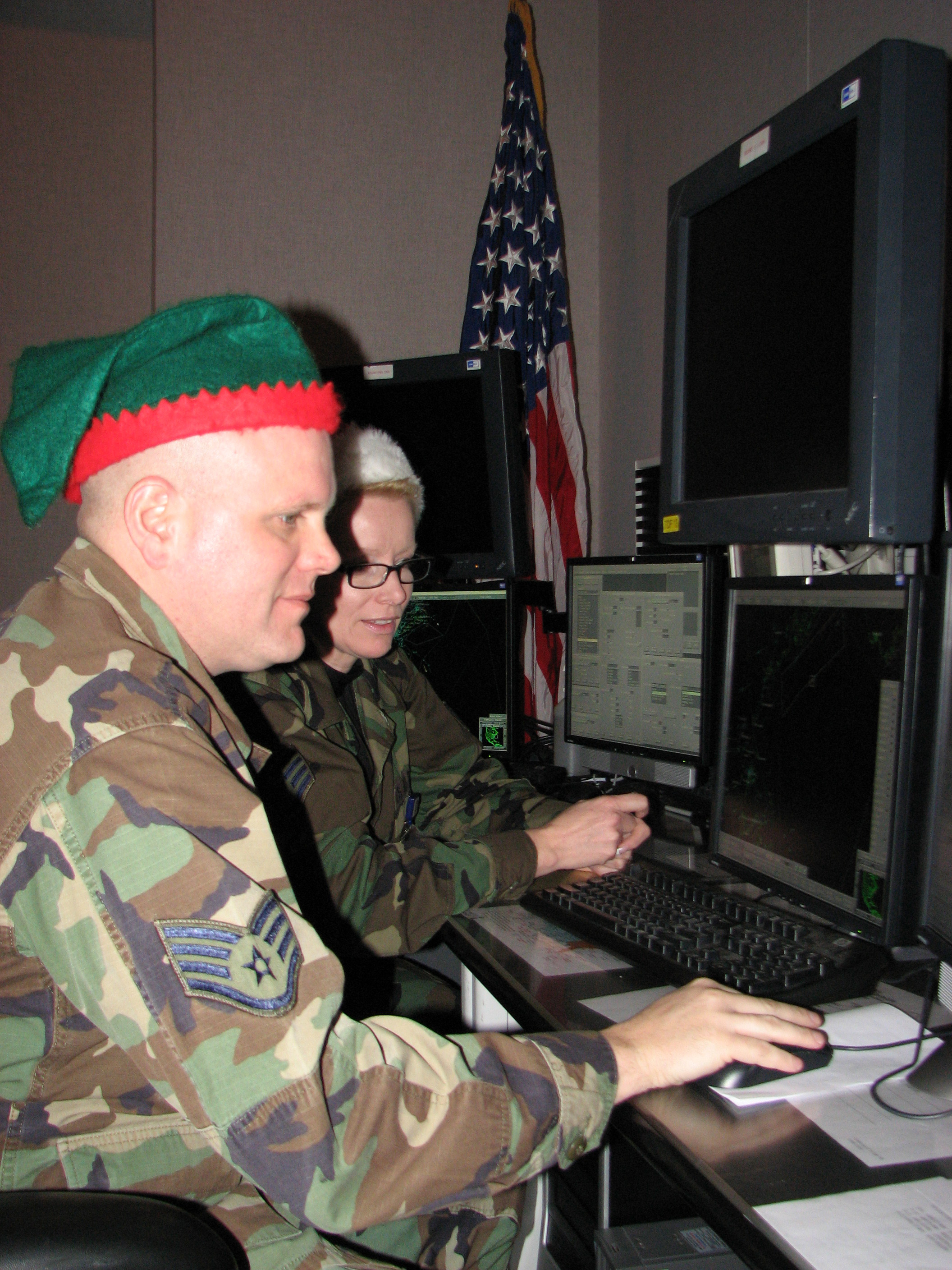
2008년 12월, NORAD 산타 추적 홍보용으로 촬영한 동부 항공 방어 섹터(EADS) 레이다 기지 병사 2명의 사진.

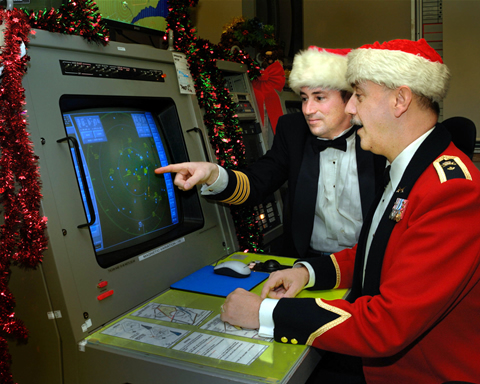
2007년 12월, NORAD 산타 추적 홍보용으로 촬영한 캐나다 레이다 기지 병사 2명의 사진.

1955년 12월 24일, 미국 콜로라도주의 콜로라도스프링스에 있는 시어스 회사는 어린이들에게 "산타클로스에게 연락할 수 있다"라는 전화번호를 쓴 광고지를 나눠주었다. 그러나, 이 광고지의 전화번호는 실수로 잘못 인쇄되어 콜로라도스프링스의 대륙 방공 사령부(CORAD) 센터 직통 전화 번호로 연결되었다. 이날 밤에 근무하던 대령 해리 숍은 "산타클로스의 현재 위치를 알려달라는" 어린이들의 전화가 온다는 보고를 받았다. 1958년 이 전통은 CORAD가 북미 항공 우주 방위 사령부(NORAD)로 개편되면서도 이어졌다.
오늘날에도 NORAD는 자원 형태로 이 프로그램을 계속 이어가고 있다. 각각의 자원봉사자는 시간당 약 40회의 통화를 처리하며, 총 합쳐셔 200여개 이상의 국가에서 오는 평균 12,000회의 이메일, 70,000회의 통화를 처리한다. 이러한 연락은 보통 오전 2시부터 25시간동안 집중된다. 이 활동은 12월 24일 MST 오전 3시부터 12월 25일까지 계속한다. 구글 애널리틱스는 2007년 12월부터 NORAD 산타 추적 웹사이트의 트래픽을 추적하고 있다. 구글은 추적을 통해 크리스마스 이브 때 프로젝트를 원활이 수행하기 위한 자원 봉사 인력, 전화 장비, 컴퓨터 장비 규모를 분석했다. 이 자원봉사자에는 NORAD 군인과 민간 자원봉사자도 포함한다.
2013년 NORAD의 보고에서는 크리스마스 이브 때 1958만명이 웹사이트에 접속했으며, 1,200명의 자원봉사자가 117,371건의 전화를 처리했다고 발표했다. 소셜 미디어를 통해서는 트위터에서 146,307명이 팔로잉했으며 145만명이 페이스북 "좋아요"를 눌렀다고 밝혔다.

## 웹사이트와 기타 미디어
NORAD 산타 추적 프로그램은 다양한 미디어를 통해 꾸준히 이어져왔다. 1950년대부터 1996년까지는 전화 핫라인, 신문, 라디오, 축음기 음반, 텔레비전을 이용했다. 북미의 많은 텔레비전 방송사는 크리스마스 이브 때 기상 예보 사이에 NORAD 산타 추적 상황을 방송했다.
1997년부터 2014년까지 이 프로그램은 인터넷을 통해 널리 알려졌다. 모바일 미디어와 소셜 미디어가 대두되고 주요 미디어 중 하나로 성장하면서 산타 추적 프로그램은 소셜 미디어와 모바일 미디어에도 진출했다. NORAD 산타 추적 프로그램의 웹사이트와 웹 페이지의 레이아웃은 1997년부터 인터넷 기술이 계속 발달하고 스폰서가 바뀌면서 계속해서 바뀌어왔다.
2004년부터 2009년 사이, NORAD 산타 추적 프로그램 사이트를 방문한 사람들은 구글 어스에서 산타를 "추적"할 수 있었다. 그들은 구글 어스를 설치한 후 KML 파일을 다운받으면 되었다. 2009년부터 2011년에는 NORAD 산타 추적 사이트 내에서 추적하기 시작하면서 KMZ 파일을 더 이상 제공하지 않았다. 2011년, iOS와 안드로이드 운영체에의 애플리케이션을 도입하기 시작하면서, 애플리케이션을 통해 산타 위치 추적 및 앵그리버드와 유사한 대화형 게임을 플레이할 수 있게 되었다.
1월 중순부터 11월 30일까지 NORAD 산타 추적 사이트에 접속하면 "NORAD 산타 추적기"는 12월 1일에 돌아온다는 메시지를 띄어준다. 12월 중에는 NORAD 산타 추적 사이트를 이용할 수 있다. 크리스마스 이브에는 서로 다른 시간대들이 자정을 가리킬 때마다 NORAD 산타 추적 사이트에서 동영상 페이지가 업데이트된다. 이 "산타 캠" 동영상은 세계 곳곳의 유명 랜드마크에 있는 산타클로스를 나타낸 CGI이다. 2011년까지는 각각의 비디오는 NORAD 장교가 보이스오버한 동영상 내의 도시 또는 국가에 대한 몇 가지 사실을 알려주는 나레이션으로 진행된다. 이후 수년 동안 연예인의 보이스오버를 사용했다. 런던의 "산타 캠" 비디오에서는 2003년부터 2004년까지는 비틀즈의 드러머였던 링고 스타가 보이스오버를 맡았으며, 이후 2005년에서 2007년까지 영국의 텔레비전 진행가이자 유명가인 조너선 로스가 보이스오버를 했다. 2002년에는 에런 카터가 3개의 비디오 동영상 보이스오버를 맡았다.
2013년 크리스마스에서는 구글과의 5년치 계약을 끝내고 빙 맵스에서 2D 지도 추적을 제공한다.
"산타 캠" 비디오에 나오는 랜드마크와 위치는 매년 조금씩 바뀐다. 2009년에는 29개의 "산타 캠" 비디오를 개시했다. 그 전 해에는 23개에서 26개의 비디오를 개시했다.

## 후원 및 홍보

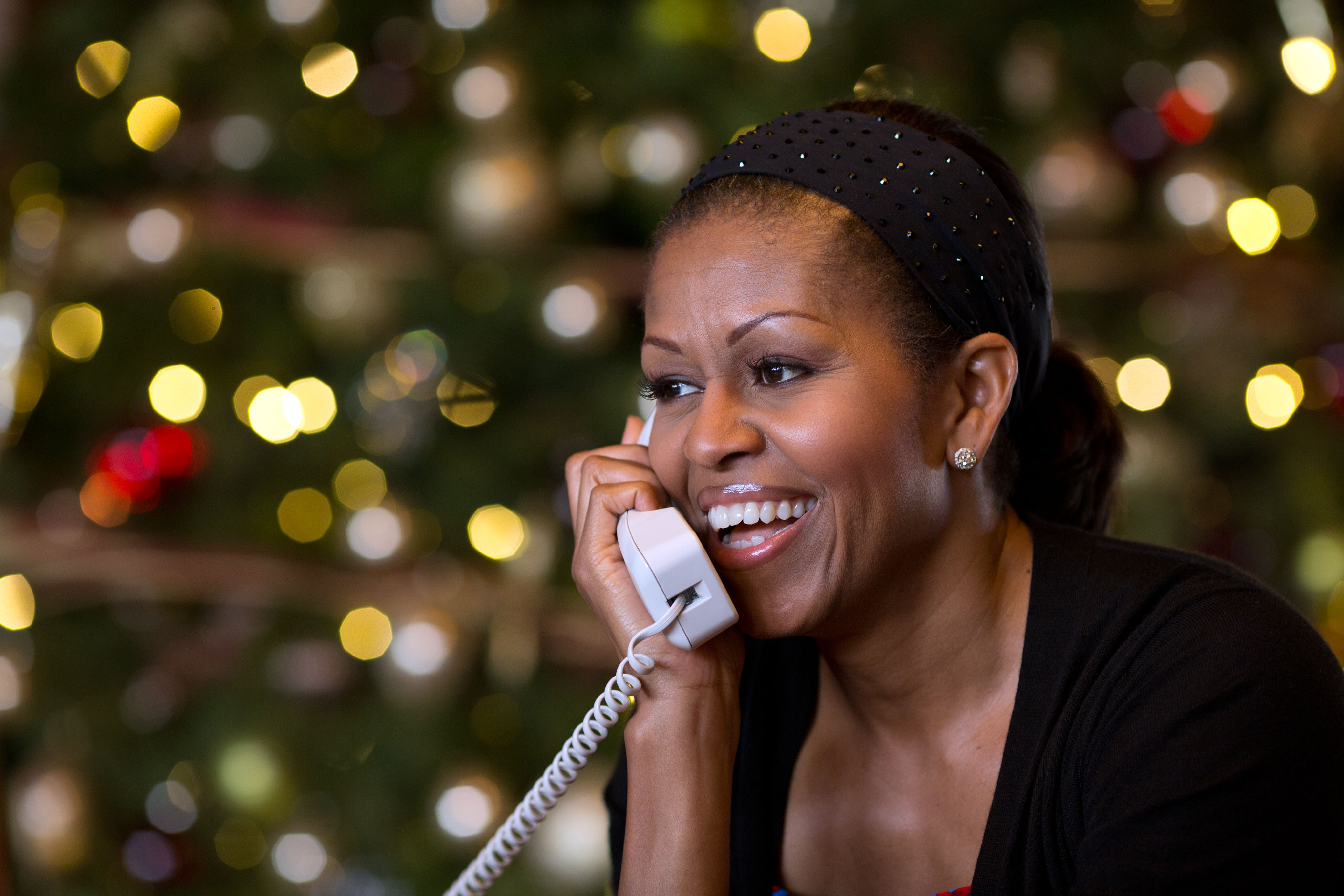
2012년, 미셸 오바마가 NORAD 산타 추적 프로그램의 통화에 응대하는 모습.

NORAD 산타 추적 프로그램은 기업 스폰서과 미국 및 캐나다 세금을 통해 자금을 조달한다.

## 같이 보기
- 구글 산타 트래커
- 크리스마스 공수 작전